# The Effects of 333
The Effects of 333 – album grupy Black Rebel Motorcycle Club. Jest to ich piąty album studyjny, został on wydany 1 listopada 2008 roku.
27 października 2008, zespół ogłosił na Myspace, że mają wydać ich najnowszy album niezależny od żadnej wytwórni nagraniowej. Album to ich pierwsza płyta wydana w ich własnej wytwórni płytowej Abstract Dragon. Album jest w całości instrumentalny i dostępny do pobrania przez ich oficjalny sklep internetowy od 1 listopada 2008 o godzinie 3:33 czasu pacyficznego.

## Utwory
1. "The Effects of 333" - 3:33
2. "Still No Answer" - 5:11
3. "I Know You're in There" - 5:42
4. "And with This Comes" - 5:55
5. "A Sad State" - 5:02
6. "A Twisted State" - 4:07
7. "Sedated with Sterilized Tongues" - 6:37
8. "We're Not Welcome Alone" - 7:20
9. "Or Needed" - 4:38
10. "And When Was Better" - 7:00[2]